# Lluís Moreno i Pallí
Lluís Moreno i Pallí (Sant Antoni de Calonge, 1 de juliol de 1907 – 12 de setembre de 1974) va ser pedagog, folklorista, músic, director i promotor de la sardana i la dansa catalana.

## Biografia
El seu pare Lluís era professor així com el seu germà Ramon i la seva germana Isabel, i el seu altre germà Josep va ser mestre i músic. Estudià a l'Escola Normal de Girona. Aprengué violí amb el mestre Joaquim Vidal i Muní (1865-1948) i tocà en l'Orquestrina Moderna de Salt en la temporada 1926-1927. També dominà el piano i el violoncel i tocà al Quartet Albéniz i a l'Orquestra Simfònica de Girona. Ens els anys 1932-1933 ensenyà a l'Escola Nacional d'Oix, a la Garrotxa. En acabant la guerra marxà a l'exili i dirigí l'Escola Canigó del camp de concentració de republicans a Sant Cebrià de Rosselló. De tornada a l'estat espanyol, hagué de patir internament en un camp de concentració franquista a Reus, com també passà al seu germà Ramon, i ambdós veieren anul·lats els seus estudis de magisteri (posteriorment, en Ramon fou readmès a la carrera).
L'any 1944, i conjuntament amb Manuel Cubeles i Joaquim Serra, participà en la fundació de l'Esbart Verdaguer de Barcelona, del qual fou director musical i president, i la Institució Musical Juli Garreta; entre el 1956 i el 1957 (pel cap baix) va ser director de l'Esbart Mare Nostrum. Va ser professor del Liceu Francès de Barcelona des de l'any 1944 i en dirigí la coral; posteriorment el govern francès li atorgà la dignitat d'oficial de l'orde de les Palmes acadèmiques. Va ser un dels fundadors de l'Obra del Ballet Popular, que presidí en el període 1963-1974, i des d'aquesta entitat impulsà el Pubillatge de la Sardana i la Caravana de la Flama de la Sardana. També ensenyà música, amb deixebles com els compositors Delfí Colomé i Xavier Baurier i Foret.
Arranjà per a cobla gran quantitat de balls populars catalans i fou autor d'unes quantes sardanes. Va ser nomenat soci d'honor per l'Agrupació Cultural i Folklòrica de Barcelona, el Patronat per al Foment de la Sardana de Reus i comarca i els Amics dels Concerts de Barcelona, i li foren atorgades la "Medalla al Mèrit Sardanista" i la Medalla d'Or dels "Ballets de Catalunya". Sant Antoni de Calonge li dedicà un carrer i l'homenatjà en el centenari del seu naixement.

## Obres
(selecció)
- Suite catalana, per a orquestra

### Música per a cobla
- L'aiguarroç, dansa de Castellciutat enregistrada per la cobla Ciutat de Terrassa al CD Corrandes de 20 (Barcelona: Agrupament d'Esbarts Dansaires, 2005)
- Ball cerdà de Tremp, arranjament enregistrat al disc Ballets populares catalanes
- Ball de festeig, dansa
- Ball de gitanes de Castellbisbal, dansa
- Ball de l'oferta, dansa
- Ball de rentadores, dansa enregistrada a Ballets populares catalanes
- Ball de Sant Ferriol, fantasia musical enregistrada al CD Corrandes de 20
- Ball pla de Lladurs, arranjament enregistrat a Ballets populares catalanes
- Ballet de Déu, de Ponts
- Balls del Vallès, instrumentació per a cobla de la música tradicional, enregistrat per la Cobla Mediterrània en el CD A ballar, dansa d'arrel tradicional 2 (Barcelona: Àudio-visuals de Sarrià, 2004, ref. AVS 51915)
- La bolangera (Pallars), dansa
- Bolero de s'hort d'en Boira, dansa
- Bolero de's veremar, dansa
- Boleros mallorquins, dansa en col·laboració amb Joaquim Serra
- El bon jorn, de Ponts
- Cascavellada
- Colonico (1956), suite
- La contradansa d'Alentorn, arranjament enregistrat a Ballets populares catalanes
- Dansa d'ofrena a la Rosa d'Abril (1957), música de l'ofrena anual dels esbarts catalans a Montserrat (i que no s'interpreta enlloc més)[13]
- La Disfressada de Corbera de Llobregat
- Divertiments, suite de ballet
- L'eixida de Tàrrega, glossa
- L'entrellissada, dansa dels Banys d'Arles
- L'Espunyalet
- L'esquerrana del Pallars
- Farandola provençal, dansa
- La Gala de Campdevànol, dansa
- Les majorales d'Ulldemolins, dansa
- Mallorquines, dansa
- La Marieta de l'ull viu (1964), nova versió, amb lletra d'Esteve Albert
- La Marsolina, arranjament enregistrat per la Cobla Sabadell al CD Cent anys de dansa (Barcelona: Agrupament d'Esbarts Dansaires, 2002)
- La moixiganga de Lleida, dansa. Arranjament per a coral d'Agustí Cohí Grau, gravat per la cobla La Principal de la Bisbal i l'"Obrador Coral de Rubí" en el LP El Carnestoletes de Joaquim Serra (Barcelona: Discophon, 1983. Ref: STER-151)
- Parado de Valldemossa, glossa
- El rogle, arranjament enregistrat a Ballets populares catalanes
- Suit de muntanya, arranjament enregistrat per la Cobla Contemporània al CD Danses Nº I. Tarragona: Esbart Dansaire de Tarragona, 1997
- El tarlà (1953), ballet basat en temes populars
- La tirotitaina del Pallars, dansa enregistrada per la Cobla Barcelona al LP España, región por región (Cataluña) Madrid: RCA Víctor, s.a. (RCA SCL 1 2095)
- Tríada mallorquina, dansa
- La xaquera vella,

### Sardanes
- Càndida (1951), dedicada a la seva mare. Enregistrada
- Dolors (1949), a la seva esposa.
- L'hereu Ermità (1954). Enregistrada
- Olímpica Enregistrada
- La Paeria de Lleida (1961), sardana del pubillatge. Enregistrada

### Música per al cinema
- Cita con Marilín: eran tres paraguas (1968), curtmetratge de titelles dirigit per Arthur Kaps
- Fiesta de San Jorge en Barcelona (1976), curt documental dirigit per José López Clemente

## Gravacions
- Olímpica Disc microsolc de 17 cm Cobla Barcelona. Barcelona: Barnafon, 1968 (ref. BN-45-207). Comprèn quatre sardanes de Lluís Moreno.
- Ballets populares catalanes Disc de 17 cm. Cobla Barcelona. Josep Coll, tenora; Joaquim Serra i Corominas, director. San Sebastián: Columbia, 1958